# Osches
Osches é uma comuna francesa na região administrativa de Grande Leste, no departamento de Meuse. Estende-se por uma área de 9,14 km². Em 2010 a comuna tinha 58 habitantes (densidade: 6,3 hab./km²).